# Euhesma dongara
Euhesma dongara är en biart som beskrevs av Exley 2001. Euhesma dongara ingår i släktet Euhesma och familjen korttungebin. Inga underarter finns listade i Catalogue of Life.

## Bildgalleri

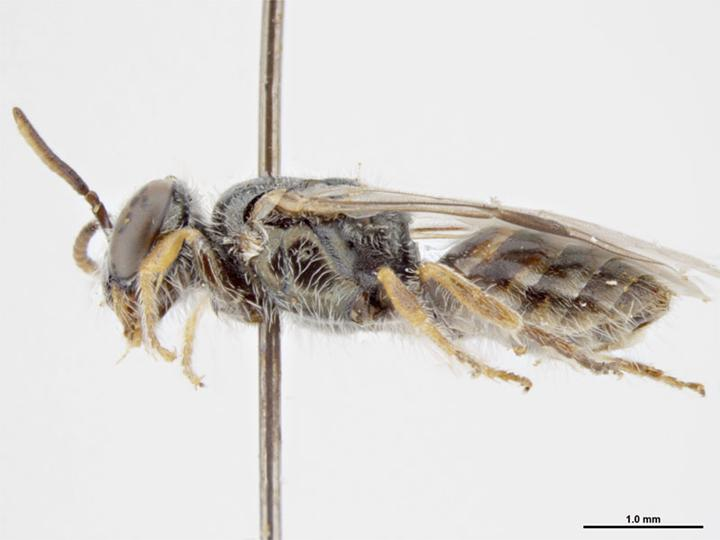